# Tanyptera (Tanyptera) hebeiensis
Tanyptera (Tanyptera) hebeiensis is een tweevleugelige uit de familie langpootmuggen (Tipulidae). De soort komt voor in het Palearctisch gebied.